# Iwan Perepeczko
Iwan Mykołajowycz Perepeczko (ukr. Іван Миколайович Перепечко, ur. 1897 w Kijowie, zm. 30 stycznia 1943 w Krasnojarskim (lub kańskim) łagrze) – radziecki polityk, działacz partyjny, zastępca członka KC WKP(b) (1930-1934).
Od 1914 należał do SDPRR(b), był aresztowany i zsyłany. Od 1917 działacz związkowy, od 1920 sekretarz, później zastępca przewodniczącego Południowego Biura Wszechzwiązkowej Centralnej Rady Związków Zawodowych, od 29 lipca 1922 do 28 stycznia 1923 członek Rady Wojskowo-Rewolucyjnej Frontu Zachodniego, 1927-1928 przewodniczący Centralnej Rady Związków Zawodowych Białoruskiej SRR. Do 28 października 1928 II sekretarz Dalekowschodniego Komitetu Krajowego WKP(b) i kierownik Wydziału Organizacyjno-Dystrybucyjnego tego komitetu, od 28 października 1928 do lipca 1931 I sekretarz Dalekowschodniego Komitetu Krajowego WKP(b), od 13 lipca 1930 do 26 stycznia 1934 zastępca członka KC WKP(b), 1931-1933 szef Wydziału Politycznego Kolei Październikowej, 1933-1934 sekretarz Wszechzwiązkowej Centralnej Rady Związków Zawodowych, od 1934 do 9 grudnia 1937 zastępca szefa Kolei Riazańsko-Uralskiej. 4 kwietnia 1936 odznaczony Orderem Lenina.
9 grudnia 1937 został aresztowany, następnie skazany, zmarł w łagrze.